# 武切
武切是塞爾維亞的城鎮，由雅布蘭尼卡州負責管轄，位於該國東南部，距離首府萊斯科瓦茨17公里，海拔高度411米，該鎮附近的發電廠建於1903年，2011年人口2,871。

## 外部連結
- Official website （页面存档备份，存于）

42°52′N 21°55′E / 42.867°N 21.917°E